# Waldhere
Waldhere (Wealdheri, Walthere; data urodzenia nieznana; zm. między 705 a 716) – średniowieczny biskup Londynu. Znana jest data jego konsekracji - to rok 693. Zastąpił wówczas biskupa Erkenwalda. Z kolei jego następcą w diecezji londyńskiej został biskup Ingwald. 
Z rąk biskupa Waldherego przyjął święcenia i habit zakonny król Sebbi z Esseksu. On również towarzyszyć miał królowi przy jego śmierci. Z wdzięczności Sebbi przekazał dużą dotację dla opactwa westminsterskiego, z poleceniem, by pieniądze zostały rozdane biednym.
Znany jest jego list do arcybiskupa Canterbury Bertwalda z roku 705, w którym relacjonuje stosunki panujące między królem Wessex Inem i współrządzącymi Królestwem Esseksu Sigeheardem i Swaefredem.